# Gossweilerodendron balsamiferum
Gossweilerodendron balsamiferum är en ärtväxtart som först beskrevs av François Marie Camille Vermoesen, och fick sitt nu gällande namn av Hermann August Theodor Harms. Gossweilerodendron balsamiferum ingår i släktet Gossweilerodendron och familjen ärtväxter. IUCN kategoriserar arten globalt som starkt hotad. Inga underarter finns listade i Catalogue of Life.